# سیارک ۲۸۲۸
سیارک ۲۸۲۸ (به انگلیسی: 2828 Iku-Turso، نامگذاری:1942DL) دو هزار و هشتصد و بیست و هشتمین سیارک کشف شده‌است که در ۱۸ فوریه ۱۹۴۲ کشف شد.
قدر مطلق سیارک برابر ۱۳٫۳۰ است.